# Centro histórico de General Escobedo
El Centro histórico de General Escobedo, conocido como "Escobedo viejo", es la cabecera municipal de General Escobedo, Nuevo León. A pesar de la urbanización del municipio, el lugar todavía mantiene típicas construcciones de sillar y adobes, con estilo norestence.

## Delimitación
Limita al norte con el río Pesquería, al sur con la calle de Abasolo, al oriente por la calle de Allende, y al poniente por la calle de Francisco I. Madero.

## Oferta Cultural
En el Centro histórico de Escobedo se encuentran los siguientes recintos culturales:
- Museo Histórico Escobedo
- Iglesia San Nicolás de Bari, construida en 1826
- Casa de Cultura Municipal, que data de la década de los 60.
- Archivo Histórico "Profesor Celso Garza Guajardo"
- Presidencia Municipal,la cual alberga acuarelas que representan diferentes hechos históricos del municipio.
- Monumento Ecuestre al General Mariano Escobedo, hecha por el escultor Guillermo Ruiz en 1946.